# Бойцов Василь Іванович
Василь Іванович Бойцов (нар. 1907, село Тарасково, Новоторзький повіт, Тверська губернія, тепер Тверська область, Російська Федерація — пом. 1980, місто Москва) — радянський партійний діяч, 1-й секретар Орловського обкому ВКП(б). Член Центральної Ревізійної Комісії ВКП(б) в 1939—1952 р. Депутат Верховної Ради СРСР 1-го скликання (з 1941 року).

## Біографія
Народився в родині селянина. У 1920 році вступив до комсомолу. У квітні 1921 — жовтні 1923 р. — хлопчик Каменської паперової фабрики у селі Тарасковому Тверської губернії.
У жовтні 1923 — вересні 1929 р. — секретар осередку комсомолу, подавальник у горнах, культпропагандист осередку ВКП(б), випалювач порцелянової фабрики імені Калініна в селі Кузнєцово Тверської губернії.
Член ВКП(б) з листопада 1925 року.
У вересні 1929 — вересні 1930 р. — студент Московського політехнікуму імені Леніна. У вересні 1930 — жовтні 1933 р. — студент Московського інституту силікатів і будівельних матеріалів. У жовтні 1933 — серпні 1935 р. — студент Московського хіміко-технологічного інституту імені Менделєєва. Здобув спеціальність інженера-технолога.
У серпні 1935 — листопаді 1936 р. — старший теплотехнік порцелянового заводу імені газети «Правда» у селі Дулєво Московської області. У листопаді 1936 — листопаді 1937 р. — аспірант Московського хіміко-технологічного інституту імені Менделєєва.
У листопаді 1937 — квітні 1938 р. — голова Організаційного комітету Президії ВЦВК РРФСР по Орловській області.
У квітні — липні 1938 р. — 1-й секретар Організаційного бюро ЦК ВКП(б) по Орловській області. У липні 1938 — січні 1942 р. — 1-й секретар Орловського обласного комітету ВКП(б).
У січні 1942 — серпні 1943 р. — директор заводу імені Дзержинського у місті Гусь-Хрустальний Івановської області.
У вересні 1943 — жовтні 1946 р. — голова виконавчого комітету Івановської міської ради депутатів трудящих Івановської області.
У жовтні 1946 — липні 1949 р. — слухач Вищої партійної школи при ЦК ВКП(б) у Москві.
У липні 1949 — травні 1953 р. — заступник міністра місцевої промисловості РРФСР. У травні 1953 — березні 1954 р. — член колегії Міністерства місцевої і паливної промисловості РРФСР. У березні 1954 — червні 1955 р. — завідувач відділу і член бюро Управління справами Ради Міністрів СРСР.
У липні 1955 — серпні 1957 р. — у закордонному відрядженні в Угорщині.
У грудні 1957 — січні 1966 р. — заступник начальника відділу, начальник підвідділу Державної планової комісії РРФСР. У січні 1966 — лютому 1978 р. — начальник відділу Державної планової комісії (Держплану) РРФСР.
З лютого 1978 — персональний пенсіонер союзного значення у Москві. Помер у квітні 1980 року.

## Нагороди
- ордени
- медалі